# 北部訓練場
北部訓練場（ほくぶくんれんじょう）は、沖縄県国頭郡の国頭村と東村にまたがるアメリカ海兵隊の基地。総面積は約35.33 km2であり、沖縄県における最大の軍事演習場である。本区域の上空2000フィートまでは米軍による使用が認められている。
英名キャンプ・ゴンサルベス（英語: Camp Gonsalves）は沖縄戦で戦死したハロルド・ゴンザルベス海兵隊一等兵にちなむ。正式には「ジャングル戦闘訓練センター」（Jungle Warfare Training Center, JWTC, 1998年より改称）である。

## 基地概要
海兵隊をはじめ陸軍、海軍及び空軍の各種演習・訓練場として使用される。
- 総面積：3,533 ha（35.33 km2）
- 市町村別面積比率（2016年11月時点）
  - 国頭郡国頭村 (宇安波、宇浜) 52.7%（37.88 km2)、
  - 東村 (字高江、宇宮城、宇川田) 47.3%（33.93 km2）
- 管理部隊：キャンプ・バトラー司令部

- 海兵隊の管理の下に、陸軍、海軍、空軍の各部隊が対ゲリラ訓練、歩兵演習、ヘリコプター演習、脱出生還訓練、救命生存訓練及び砲兵基本教練などの訓練を実施するなど、対ゲリラ訓練基地として使用されている。
- 演習場内には、22カ所のヘリパッドが敷設されている[1]

1996年12月2日: SACO最終報告において、1997年度末を目途に「安波訓練場」の陸域（約480ha）及び水域（約7,859ha）の返還を合意。条件として「北部訓練場」から海への土地及び水域の提供が決められた。
| FAC6001 | 北部訓練場 |                          |
| FAC6002 | 安波訓練場 | 地位協定第2条4 (b)の使用 |

## 沿革
- 1955年：4月4日から24日にかけて、記録に残る中で初の訓練がおこなわれる (当時は琉球政府への通知が必要であった)[2]。
- 1957年：国頭村と東村の国有地および私有地の強制接収がおこなわれる。10月25日：北部海兵隊訓練場として使用開始。林業を守るため実弾演習はしない条件だった。
- 1962年：訓練場南側に特別演習区域を設置し、村民の林業や資源利用を制限[3]。
- 1970年12月22日：米軍は伊部岳での実弾射撃訓練を村に通告。村議会は即時に抗議決議を採択し座り込み、演習を阻止する。伊部岳闘争。
- 1972年5月15日：沖縄の復帰に伴い北部訓練場として施設・区域が提供される。
- 1974年12月9日：福地ダム（湛水面積 2,450,000 m2）が東村川田に完成。
- 1977年10月 15日：県営総合農地開発事業用地として、1,303,000 m2を返還（第 16 回安保協合意の一部）。
- 1987年1月：安波ダム南約270mの場所にハリアーパッド建設を計画着工しようとしたが、地元の強い反対で計画を中止[4]。
- 1990年8月：キャンプ・フォスターと八重岳通信所を結ぶ伊湯岳マイクロウェーブタワーを建設。
- 1998年3月：正式名「密林戦闘訓練センター」に改称。12月22日：隣接する安波訓練場が返還される。
- 2016年7月11日：衆院選で基地反対派候補者伊波洋一が現職の沖縄担当大臣(当時)島尻安伊子に圧勝したその9時間後[5]に髙江に大型工事車両と機動隊が現れ、工事を強行[6]。9月13日：地元の反対と抗議活動のため、自衛隊のヘリにより米軍基地の建設の為に工事車両を空輸。12月22日：面積の過半に相当する4,010ヘクタールが日本に返還された。返還される面積は沖縄の全米軍基地面積のうち17.7%にあたり、本土復帰以来最大面積の返還となった[7][8]。
- 2017年12月：政府は汚染物質の撤去など約3億円かけ「支障除去」を終えたとして、地権者への土地の引き渡しを完了した[9]。しかしヘリコプター着陸帯には防護壁や鉄板が大量に残っており、演習用の弾薬「空包」や野戦食の袋、空き缶や瓶、鉄条網の一部なども大量に見つかっている[10]。またPCBも検出された[11]。
- 2018年6月29日：政府は返還地約3,700ヘクタールをやんばる国立公園区域に編入し公園区域を拡張した[12]。
- 2020年12月18日：国頭村安田の返還地で放射性物質コバルト60を含む電子部品が見つかった件で、海兵隊は「日米合意で米軍施設返還地の責任は日本政府が負っている。日本政府に問い合わせてほしい」と述べた[13]。

ヤンバル国定公園 陸地(緑) 海(青)と北部訓練場(灰)

## 地理
沖縄島北部のいわゆる山原（やんばる）と呼ばれる地域に位置し、沖縄本島随一の森林地帯として県土保全、水源かん養林の大きな機能を果たしており、また、国の特別天然記念物のノグチゲラや天然記念物のヤンバルクイナなどの絶滅危惧種の生息地として、国頭村側の一部に国指定やんばる鳥獣保護区を平成 21年に県指定から国指定に設定している。
また北部訓練場の周辺には、北部訓練場を水水源かん養林とする沖縄北部五ダムが位置する。辺野喜ダム、普久川ダム、安波ダム、新川ダム、そして地図の左下に福地ダム。

## 北部訓練場のヘリパット建設

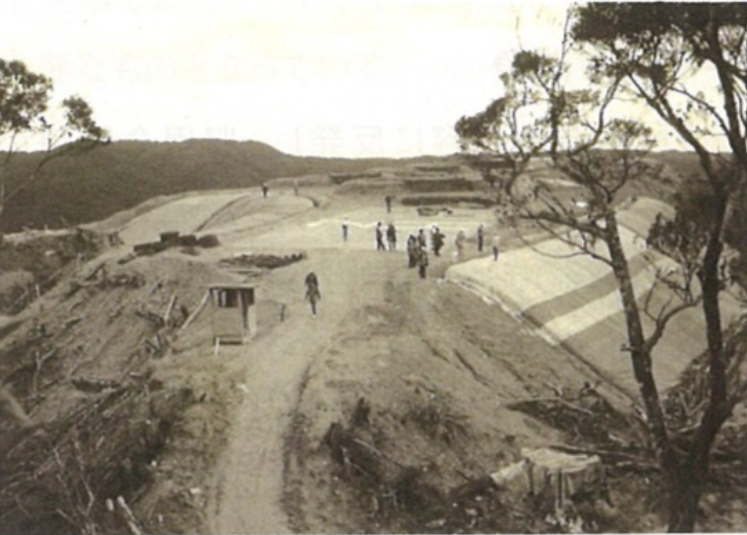
1970年2月頃から北部訓練場で住民が知らない間に実弾射撃場が建設されていた。

### 1970年 - 伊部岳闘争
1970年12月、森と林業に依るやんばるの人々は、実弾演習はしないという当初の条件を無視し強行しようとする米軍に村ぐるみで抗議し撤去させた。2009年8月15日、国頭村は村制百周年記念事業として伊部岳実弾射撃演習阻止闘争碑を建立した。そこには次のような内容が刻まれている。以下要約する。
1970年（昭和45年）12月22日、国頭村長あてに伊部岳を中心とした北部訓練場内に実弾射撃訓練場を設置することを琉球政府を通して電話通告してきた。26日に国頭村議会は即、抗議決議を採択し演習阻止を明確に宣言した。同日に安田区では演習場設置反対評議会を結成し、住民ぐるみで動員体制を整えた。午後には米海兵隊か一日から射撃演習をはじめるとの情報を村に伝え、緊迫する中で30日を迎えた。 国頭村字安田 ・安波 ・楚洲 の3集落では小中学生も阻止行動に参加した一方、着弾地点には、子供、高齢者を除き最大動員して座り込み、抗議・阻止の旗を掲け、火を焚き、煙の合図で強固な阻止体制が完了したことを告げた。 31日を迎えた。国頭村長を先頭に村民はじめ、支援団体約600人が発射地点近くで実弾射撃阻止大会を開き、着弾地点の北側に70人、南側に200人の行動隊が座り込み実力阻止、有刺鉄線を乗り越えて発射地点に突入、大混乱の中で、重軽傷者を出しながら体を張って米軍権力に対抗して阻止実現。(中略) 持ち込んた砲弾はヘリで持ち帰り、米軍は正式に実弾射撃演習の中止を発表した。こうした決死の思いで村民、県民の生命、財産をはじめ、豊かな自然、水資源、ヤンバルクイナやノグチゲラなどの貴重な動植物を守ることができた。「森と水とやすらぎの里」といわれる山原の自然を守り育てようとした先人達の偉業を、伊部岳実弾射撃演習阻止闘争碑の存在を通して、平和、命の大切さを学習し、後世に語り継ぐために、この地に伊部岳実弾射撃演習阻止開争碑を設置した。 

### 1987年 - 安波ハリアーパッド建設阻止
1987年1月、海兵隊は水源地安波ダムの南約270mの場所で突然、ハリアー攻撃機のパット建設工事を始めた。国指定特別天然記念物ノグチゲラや天然記念物ヤンバルクイナなど希少動物の生息地というだけではなく、安波ダムや普久川ダムは県民にとっての生活に不可欠な水源地であり、また、住民の居住地区から1.7Kmしか離れていない。1月16日早朝から工事が再開されると、区民は激しく抵抗し、ゲート前に座り込んでいた区民約150人が憲兵隊突破して現場に突入し、作業中の重機の前に立ちふさがるなどして抗議し、工事を中断させた。

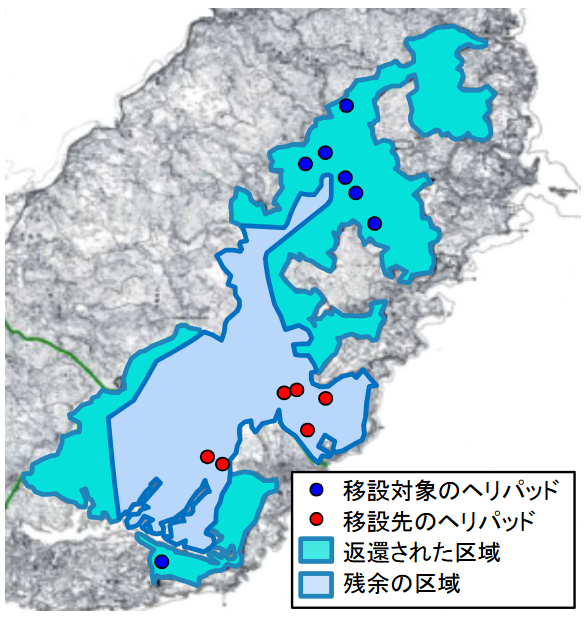
旧ヘリパット: 北からLZ-FBJ、LZ-1A、LZ-1、LZ-2、LZ-2A、LZ-3、そして南側のLZ-21。

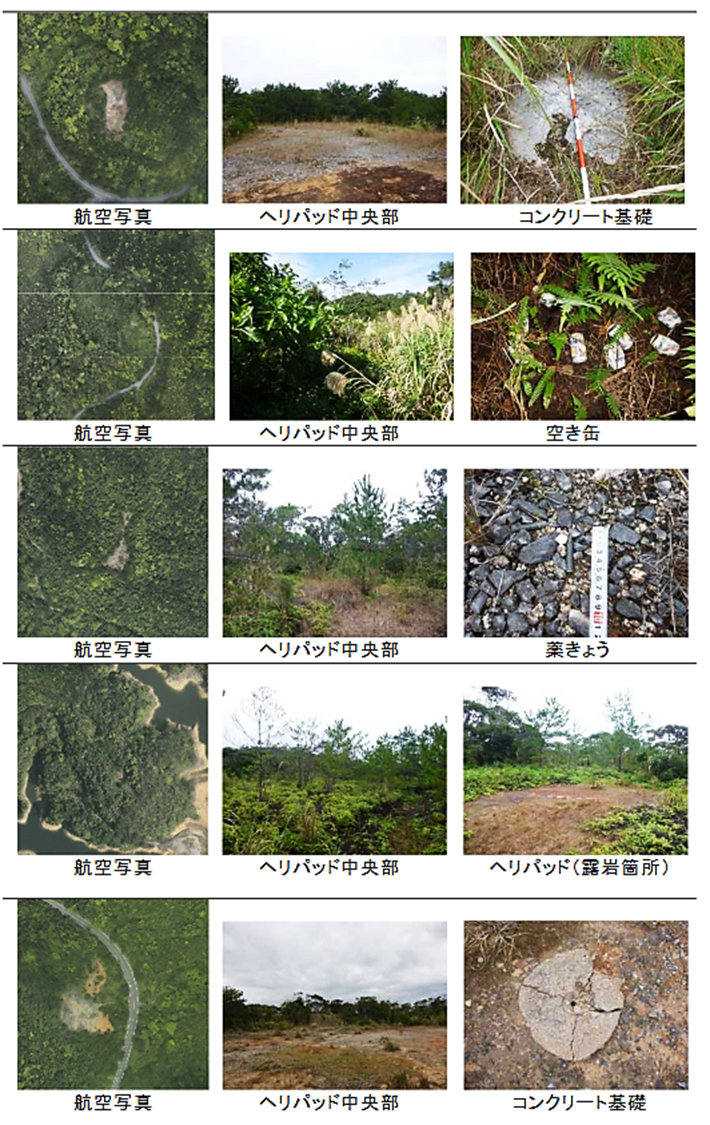
旧ヘリパットの状況の一例。上から。上からLZ-1、LZ-1A、LZ-2、LZ-2A、LZ-3。ほとんどが遊休化し、草木や樹木で覆われているものも少なくなかった。

### 2007年～ 高江ヘリパッド建設問題
SACO最終報告により、同訓練場の用地の約半分を国に返還することと引き換えに行われることになった、計6か所のオスプレイ対応ヘリコプター着陸場（ヘリパッド）の新設は、東村の高江集落からわずか2km地点にぐるりと集落を取り囲むように配置する計画であったことから、再び住民の激しい反対運動がおこった。
住民らは再び工事現場で座り込みを行ったが、2008年11月、国 (沖縄防衛局) は、高江住民ら15名に対して那覇地方裁判所に通行妨害禁止の仮処分の申立てをした。那覇地裁は2009年12月11日、男性2人について一連の行動に違法性があったと認定し、妨害禁止を命じる決定を行った。一方で、テントの撤去と他の12人に対する申請は却下した。基地に反対する住民を国が訴え、違法性を認定させた司法判断が示されたは初のこととなる。
2016年7月11日、前夜の参議院選挙で自民党の島尻安伊子沖縄担当大臣が大差で落選したその9時間後、一斉に高江に機動隊が配備され、工事が始まった。7月22日には警視庁、千葉県警、神奈川県警、愛知県警、大阪府警、福岡県警からも機動隊が送りこまれた。9月13日、米軍基地の建設の為に自衛隊のヘリを使って工事車両を現場に空輸した。12月21日、安倍晋三総理は、キャロライン・ケネディ駐日大使と北部訓練場の過半の返還の合同発表を行った。
2017年12月、沖縄防衛局の原状回復のための調査報告によると、米軍が代替施設を求めた返還地の旧ヘリパット7施設は実はその多くが遊休化し実際には使用されておらず、草木や樹木などで覆われていたことが確認されている。
- LZ-FBJ 1970年に実弾射撃訓練場として整備されるが、中止されヘリパット使用に。
- LZ-1 1962年頃には敷設されていた。廃棄物なども確認される。
- LZ-1A ヘリパッドはほぼ完全に森林化、ススキや樹木に覆われ、コンクリートガラも。
- LZ-2 1962年頃敷設か。森林化し、ヘリパット中央部分に松の木が生えていた。
- LZ-2A ほとんどがシダで覆われ、タイヤ、空き瓶などが確認された。
- LZ-3 1962年頃敷設か。空き瓶、タイヤなども確認される。
- LZ-21 1971年頃敷設か。ゴミなども散乱。

これらの遊休化した旧ヘリパットと引き換えに、日本政府は高江集落周辺にオスプレイ対応の新設ヘリパット6施設と新しい水域と接岸部分の土地を米軍に提供したことになる。

### 反対派の支援に対する批判と「ニュース女子」報道
産経新聞は、東京や大阪など労働組合員が支援者として応援に来ており、そうした支援者は与那国島での自衛隊配備後は名護市辺野古や石垣島への自衛隊配備と共に北部訓練場へのヘリパッド移設などの反対運動にも「転戦」したと書いた。
2017年1月2日に東京MXが放映したDHCテレビジョンの「ニュース女子」番組では、反対派は「テロリストみたい」だ、「日当をもらって」、「何らかの組織から雇われているのか」等が多く語られ、実際には沖縄高江から約40kmも離れた二見杉田トンネル前で、「トラブルに巻き込まれる可能性がある」「ここから先は危険」として取材はしなかった。その後、この番組に対し放送倫理・番組向上機構 (BPO) は「重大な放送倫理違反があった」、民主主義社会における放送の占める位置を脅かす事態、「本件放送において、砦は崩れた」と厳しい判断を下した。
引き続く2月24日の記者会見で「ニュース女子」番組に出演した日本文化チャンネル桜のキャスター我那覇真子は、髙江で常駐する約百名程度の抗議者の約3割が在日朝鮮人だということが「研究者」によって明らかにされたと語ったが、研究者とされた人物とは、その記者会見で同席していた作家篠原章自身のことであった。のちにNoHateTVに出演した篠原は、「3割から5割の在日の人がいる」とは「関係者」から聞いた伝聞であること、篠原自身は「数人の在日活動家しか確認できなかった」と記していたことも確認された。

### 政府が企業にヘリパット建設協力要請
2019年12月24日、沖縄タイムスは、安倍政権の和泉洋人首相補佐官がJ-パワーに「建屋、水、燃料タンク等の協力」を要請した内部メモをスクープ。民間企業であるJ-パワー側は「中立を守りたい」と断ったが、和泉は「中立とか言うのは勘弁して下さい」「海外案件は何でも協力します」等の交渉があり、2016年9月14日、首相官邸にJ-パワーの北村雅良会長を呼び出し一部施設などの提供をせまって協力させた。

## 返還地の汚染や廃棄物問題

### ベトナム村模擬演習と枯れ葉剤
ベトナム戦争（1960年-1975年）当時、北部訓練場近隣に住む住民をベトナム人に扮させ、ベトナム風の集落（通称「ベトナム村」）をつくり、殺戮の演習が展開された。演習では、枯葉剤の散布も行われた（米兵が枯葉剤を撒き、あとで近隣住民に草を処分させた）と、当時参加した元米兵の証言がある。米軍退役軍人が1961-1962年に雑草除去のために枯葉剤を散布し「2ヶ月以上にわたり枯葉剤を浴びた」と証言し、退役軍人省の認定を受けた退役軍人が補償をうけた。

### 返還地の汚染や廃棄物の除去
日米地位協定により米軍は返還地の原状回復義務を負わないとされており、返還地における廃棄物や有毒物質の調査や処理は防衛省が日本の国費で行い地権者へ返還することになっている。防衛省は、米軍から返還された北部訓練場の使用履歴などを書類資料から調査する「資料等調査」に約2億5,700万円、実際の廃棄物の処分「廃棄物等調査」に約4,300万円を計上。沖縄防衛局は米軍に対し、返還地域で過去4件あったCH-46ヘリの墜落事故に関する記録や枯葉剤の使用、廃棄物処理場などの情報を求めたが、米軍は「記録はない」として情報提供を拒んだ。防衛局はそれをうけ「有害物質の使用や流出事故が発生したことを示す情報は確認されなかった」とした。最短1年で「支障除去」をおこない報告書をだし、地権者に引き渡した。

### ヘリ墜落事故の処理
沖縄防衛局の報告書によると、2016年度返還区域内における過去の米軍ヘリ墜落事故は判明している限り4件あり、防衛局は独自で地形解析から墜落場所を特定した。4機のうちの2機は、安波ダム水域に墜落していた。

## 事件・事故

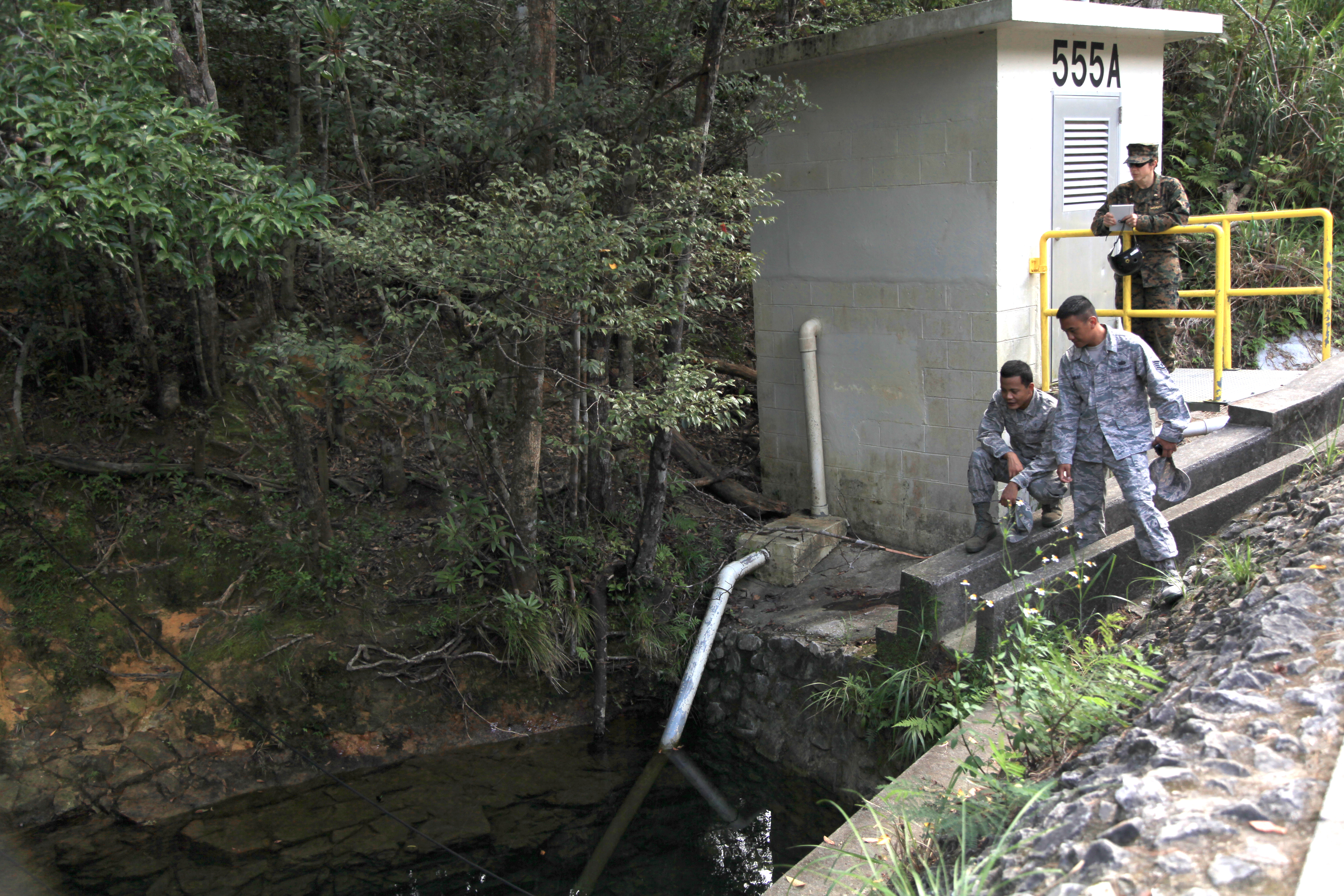
保健当局は、JWTC障害物コースでの停滞水域に接触後、兵士の間でレプトスピラ症と推定される症例の報告が急増している件について調査している。(2009年)

- 1973年8月2日：普天間飛行場所属CH-46ヘリが伊湯岳頂上付近で墜落。
- 1975年6月24日：普天間飛行場所属CH-46ヘリが飛行訓練中、安波ダム建設工事現場の工事資材運搬用ロープに接触し墜落炎上。基地内で場所は特定できず。
- 1980年12月19日：普天間飛行場所属CH-46ヘリが訓練中、木材搬出用ワイヤーに接触し安波ダム貯水予定域に墜落。乗員3名中 死亡1名 負傷2名。
- 1988年10月31日：普天間飛行場所属CH-46ヘリ2機が、編隊飛行訓練中に衝突し、うち1機が伊湯岳東側の山林に墜落、炎上。
- 1992年10月26日：森林火災発生により約1.13km2が焼失。28日にも森林火災により約1.66km2が焼失。
- 1999年4月19日：海兵隊所属のUH-1ヘリが訓練場沖合に墜落。乗員4名死亡。
- 2014年8～9月：訓練場の2つの異なる演習グループでレプトスピラ症のアウトブレイクが発生し、 計239人の米国海兵隊員が曝露した[26]。手術を受けるなど深刻な症例も見られ、訓練場使用を一部中止した[27]。
- 2017年10月11日：米海兵隊普天間飛行場所属のCH53Eが北部訓練場に隣接する髙江の牧草地で墜落炎上。民家から300mの地点だった。放射性物質の存在を知らされないまま地元の消防団員らが消火活動をおこなったが[28]、その後封鎖され事件の検証はできず不起訴となった[29][30]。また沖縄県の上水道の約6割を送水する福地ダムの水流から400mしか離れていなかった[31]。
- 2020年12月18日：国頭村安田の返還地で放射性物質コバルト60を含む電子部品が見つかった件で、海兵隊は「日米合意で米軍施設返還地の責任は日本政府が負っている。日本政府に問い合わせてほしい」と述べた[13]。また東村高江ヘリパッド建設で米軍機が発する80デシベル以上の騒音測定回数が最大5.4倍に増加したことも判明した。
- 2020年12月3日：東村高江の民間地で嘉手納基地所属の米兵が野営をしていた問題で[32]、米兵は「演習の一部」と説明していたがチューハイの空き缶も散乱していた[33]。

## その他
2008年7月、イスラエル軍、ドイツ連邦軍が本演習場での演習を検討していることが報じられた。2008年5月に両軍及びオランダ軍が演習場の視察を実施したのがきっかけであり、ドイツ軍連絡官は「とても素晴らしい施設でここに来て訓練できることを楽しみにしている」と絶賛した。アメリカとしては当時進んでいた紛争介入の多国籍軍化を踏まえ、米軍との共同行動をとり易くしたい思惑があった。琉球新報によれば日米地位協定では第三国の軍隊による演習場使用は認められておらず、実現には日本側の了承など政策の転換が必要であるが、外務省は困難との姿勢を示した。また、本演習場は国連軍地位協定の対象施設ではない。琉球新報は直ちに反対する意向を示した。
外来種であるマングースの増殖により、ヤンバルクイナが捕食され、生態系に脅威を与えている。そのため、日米両政府、在日米軍の協力により環境省の監督の下、沖縄県によって捕獲事業が実施されている。野犬が増えてヤンバルクイナを食べて減ってきているとも言われている。2010年には台風7号で被害を受けたJWTCの施設を修復した。

## 訓練内容

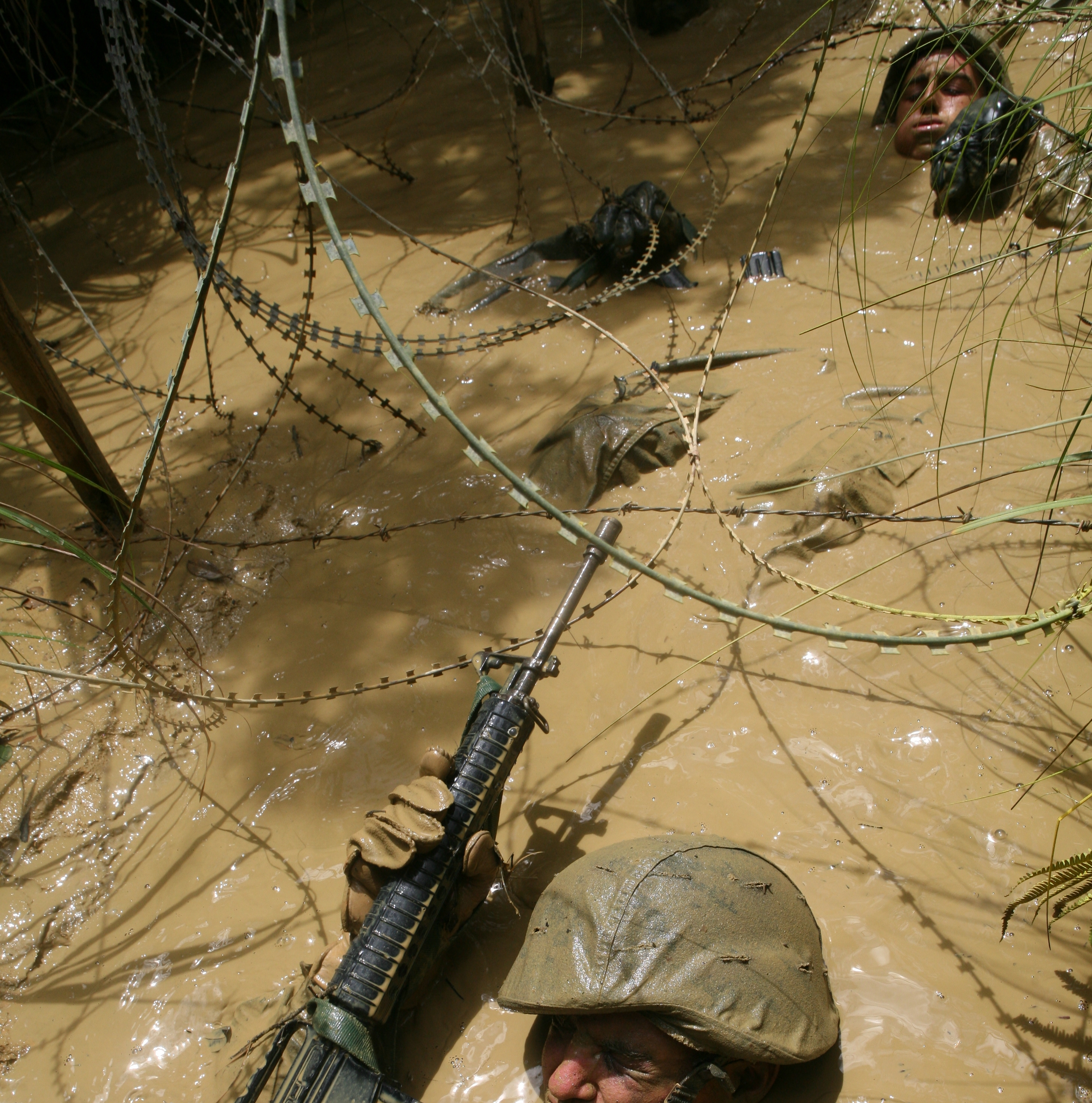
訓練でぬかるむ泥水の中をすすむ海兵隊員。

対ゲリラ訓練基地として活用され、歩兵演習、ヘリコプター演習、脱出生還訓練、救命生存訓練、砲兵基礎教練などを行なう。
JWTCは専門家による教導を通じて、海兵や統合軍部隊が密林環境での過酷な戦闘へ備えることが出来るようにしている。小部隊の統率、戦術の心得、部隊の結束を構築していく上で、教官達は信頼を醸成し、リーダーシップを育み、JWTCで訓練する全ての兵士達に挑戦を突きつける、と言う。こういった訓練は海兵隊全部隊に対して実施され、例えば兵站部門からも参加部隊がある。
JWTCでの訓練の様子は報道公開が実施される場合もある。沖縄タイムスによれば、コースは2005年までは8種あったが、UDP（部隊展開計画）での派遣人員減少によりジャングルスキルコースとジャングルリーダーズコースの2種に絞られていると言う。琉球新報によれば、年間の訓練人員は1200-1400名程度だという。
以下、休止中の過程も含め、各コースについて説明する。
ジャングルスキルコース
英称Jungle Skills Course。JWTCはこのコースで、密林環境での基礎的な海兵としての戦闘技能を習得する場を提供している。コースは5日間の訓練日を含む6日間から成る。ジャングルにおける基本的な戦闘技能に加えて本コースでは、訓練部隊における小部隊の統率、戦術の考え方、および部隊の結束を強めるように訓練計画が組まれている。訓練は100人から成り、本コースでは、地上での誘導、パトロール、ロープの使用とリペリング、密林に仕掛けられる罠など幾つかの科目を教わる。本コースはジャングル耐久コースの一部ともなっている。
ジャングルリーダーコース
英称Jungle Leaders course。本コースは、小部隊戦闘作戦のあらゆる局面、および密林での基本的な生残の技術を以って、小部隊指揮官としての能力を伸ばすように計画されている。この過程を受ける以前に教育されたジャングルサバイバルコース(Jungle Survival Course)期間の基礎的な戦闘技能の総合教育とも連動している。本コースに参加するためには、ジャングルスキルコースは必修である。本コースの目標は小部隊指揮官（リームリーダは小隊長か相当位を経験した者）で、あらゆる職種専門技能(Military Occupational Specialty,MOS)の者が参加する。コースは5日間の訓練日を含む6日間から成る。訓練は25人から成り、本コースでは、パトロール命令、パトロールロ、密林での負傷兵輸送（必要な兵は抽出）、生存の技能、警備拠点の防御と構築など幾つかの科目を教わる。
ジャングル耐久コース

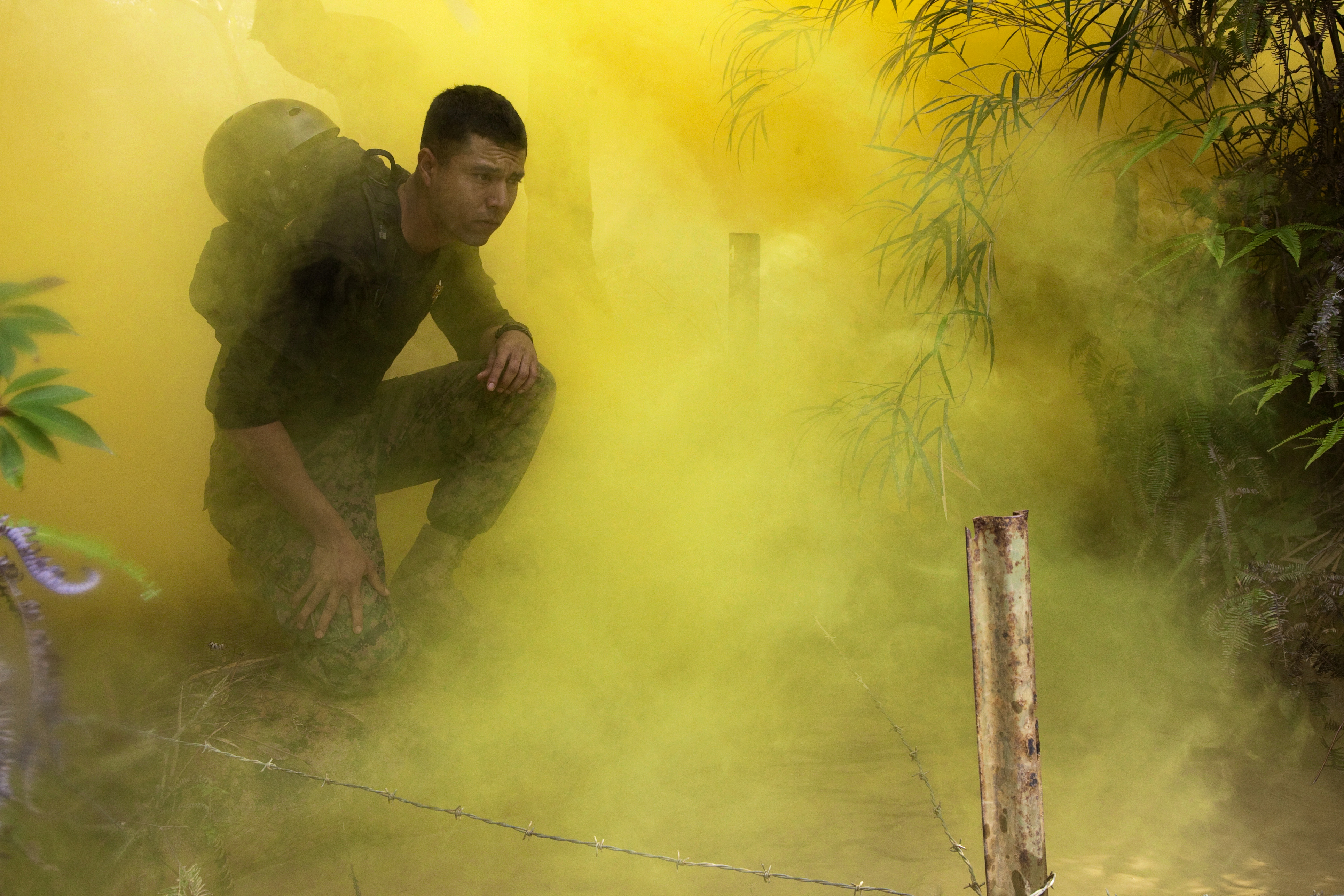
JWTCでの6日間の耐久コース。海兵隊員が黄色い煙の中を通り抜ける。(2011年4月29日)

英称Jungle Endurance Course。本コースはジャングルスキルコースの上位にある。ジャングルスキルコースの5日間は本コースにも全体にわたって活用されている。12-18人のチームで、訓練生達は3.8マイル(6.1km)の深い密林と急峻な地形を横断する。チームワークと忍耐力を利用して、それぞれのチームはコースに沿って広げられた31の障害を突破するのを互いに競い合う。急速リペリング、ロープでの障害物突破(Rope obstacle)、水上の障害物突破、担架の運搬など全てが揃ったコースである。
個別作戦
英称Independent Operations。JWTCは部隊が独立して作戦するための区域を事前の調整を実施することで提供する。その区域を利用して、部隊は現実的な都市の地形による訓練(Realistic Urban Terrain Exercises,RUTEX)、急襲、非戦闘員救出作戦(Non-Combatant Evacuation Operations ,NEO)、偵察、監視、地上での誘導、Fast-roping、空中抽出(Spie Rigging)、通信訓練、水面空挺降下訓練(Water Insertion)などが実施されてきた。